# Парламентарни избори у Србији 1868.
Вршени су избори 1868. за Велику скупштину која је имала да бира кнеза. Скупштина се састала 12. јула 1868. год. и бројала је 504 посланика.